# Национальное фашистское движение
Национальное фашистское движение (рум. Mişcarea Naţională Fascistă, MNF) — румынское политическое движение, образованное в 1923 году в результате слияния Румынской национальной фасции и Национального итало-румынского культурного и экономического движения.
Являясь про-итальянским движением, НФД стремились построить фашизм по модели Муссолини, однако движение также одобряло методы Аксьон франсез. Движение не пользовалось успехом в основном из-за своей привязанности к иностранным партиям и в конечном итоге было заменено «Железной гвардией», которая предложила более внутренние формы фашизма.